# Eucalypteae
Die Eucalypteae sind eine Tribus innerhalb der Unterfamilie Myrtoideae in der Familie der Myrtengewächse. Sie kommen artenreich in Australien, mit einigen Arten noch im angrenzenden Südostasien (in Malesien) und in Neukaledonien vor. Bekannteste und artenreichste Gattung ist Eucalyptus.

## Beschreibung
Eucalypteae sind Holzgewächse, meist Bäume, seltener Sträucher, diese meist in einer besonderen, als Mallee bezeichneten Wuchsform. Blätter und Triebe sind meist unbehaart. Die Blattstellung der Laubblätter ist bei jungen Trieben gegenständig, bei älteren ebenfalls gegenständig oder wechselständig. Triebe und Blattstiele enthalten manchmal drüsige Ölgänge. Die Form der Blütenstände ist variabel, darunter manchmal endständige Rispen. Während des Knospenstadiums ist die Blüte bei vielen Arten von einem Deckel, Calyptra genannt, bedeckt, welcher aus den verschmolzenen Blütenhüll- und/oder Kelchblättern besteht. Statt auffälliger Blütenhüllblätter enthalten die Blüten eine große Anzahl lange, meist freie Staubblätter, die gemeinsam auf einem mehr oder weniger breiten sogenannten Stemonophor (Staubfadenträger) sitzen. Der Fruchtknoten ist halbunterständig, zwei- oder mehrkammerig, mit zentraler (axillärer) Plazentation. Als Frucht wird eine Kapsel gebildet.

## Gattungen und Arten
(Angaben nach, Verbreitungskarten in)
- Allosyncarpia S.T.Blake, einzige Art:
  - Allosyncarpia ternata S.T.Blake: Im australischen Northern Territory auf Sandsteinfelsen.[1]
- Angophora Cav.:  15 Arten, endemisch im Osten Australiens.
- Arillastrum Pancher ex Baill., einzige Art:
  - Arillastrum gummiferum (Brongn. & Gris) Pancher ex Baill.: Im zentralen und südöstlichen Neukaledonien.
- Corymbia K.D.Hill & L.A.S.Johnson: 115 Arten, alle bis auf 5 endemisch in Australien, die übrigen 5 auf Neuguinea. Bis 1995 als Untergattung zu Eucalyptus gestellt.
- Eucalyptopsis C.T.White: Zwei Arten, auf Neuguinea und den Molukken. Früher als Untergattung oder Sektion zu Eucalyptus gestellt.
- Eukalyptus (Eucalyptus L'Hér.): Über 800 Arten. Die meisten Arten kommen in Australien vor, nur 16 natürlicherweise auch außerhalb.
- Stockwellia D.J.Carr et al., einzige Art:
  - Stockwellia quadrifida D.J.Carr, S.G.M.Carr & B.Hyland: Endemisch in einem kleinen Gebiet in Queensland, Australien.

## Biologie und Standorte
Die artenarmen Gattungen Allosyncarpia, Stockwellia, Eucalyptopsis und  Arillastrum, mit zusammen fünf Arten, sind Baumarten im tropischen Regenwald. Die anderen Gattungen umfassen überwiegend an Trockenheit angepasste Formen mit hartem, sklerophyllem Laub.

## Phylogenie
Die Eucalypteae, wie hier beschrieben, wurden von dem australischen Botaniker Peter Gordon Wilson im Jahr 2005 definiert. Einige Autoren beschränken in neuerer Zeit den Namen auf die drei verwandten Gattungen Eucalyptus, Corymbia und
Angophora. Nach molekularen Daten sind vermutlich Corymbia und Angophora Schwestergruppen und zusammen Schwestergruppe zu Eucalyptus. Innerhalb der älteren Gruppe der mesophyllen, im Regenwald verbreiteten Baumarten sind Stockwellia und Eucalytopsis Schwestergruppen und gemeinsam Schwestergruppe zu Allosyncarpia.
Fossil stammen die ältesten Funde von Eucalypteae aus dem Eozän vor etwa 52 Millionen Jahren. Fossile Funde aus dem frühen Eozän Südamerikas zeigen, dass die Gruppe früher weiter verbreitet und vermutlich ein Element des alten Südkontinents Gondwana ist. Ältere Nachweise aus der Kreide und fossile Funde von anderen Kontinenten als Südamerika und Australien gelten heute als sehr zweifelhaft, wenn auch mit Methoden der molekularen Uhr ein höheres Alter erschlossen wird. Alte fossile Funde von Baumarten der Eucalypteae, vermutlich aus einem Regenwald, aus der Gegend von Brisbane, Australien sind etwa 45 Millionen Jahre alt.
Die moderne Radiation der Gruppe ist aber weitaus jünger. Die meisten Arten entstammen einer nur ca. 2 Millionen Jahre alten Radiation, die auf die zunehmende Austrocknung (Aridisierung) des australischen Kontinents zurückgeht. Aufgrund des jungen Alters ist vor allem die Gliederung der großen Gattung Eucalyptus in Subtaxa bis heute noch problematisch. Anders als früher angenommen sind die außerhalb Australiens verbreiteten Eucalyptus-Baumarten keine Relikte einer ehemaligen Wurzelgruppe, sondern gehen auf Neueinwanderung vor wenigen Millionen Jahren von Australien aus zurück.
Die Stellung der Eucalypteae und die Schwestergruppenverhältnisse innerhalb der Familie der Myrtaceae sind derzeit noch unsicher und nicht endgültig geklärt.